# Maison La Roche-Jeanneret
La maison La Roche-Jeanneret è una doppia villetta costruita da Le Corbusier nel 1924, ubicata presso i numeri 8-10 della rue Doctor Blanche, a Parigi.

## Descrizione

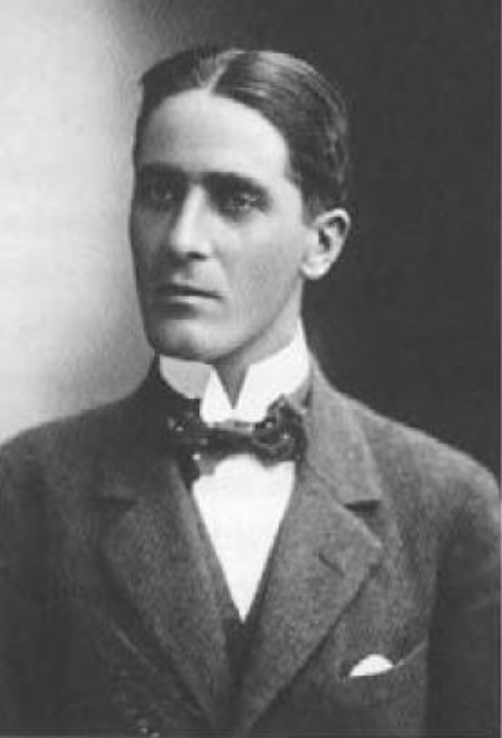
Raoul La Roche

Il progetto risale al 1923, quando Raoul La Roche commissionò all'architetto elvetico una casa dove potesse anche essere esposta la sua galleria d'arte. Il lotto, molto stretto e penalizzato da numerosi vincoli, oltre che da un orientamento eliotermico assolutamente sfavorevole, lambiva la rue du Docteur Blanche, a Parigi, in un quartiere borghese - Auteuil - che, pur essendo stato inglobato nei processi di urbanizzazione, preservava un'atmosfera villaggesca: quello che poteva benissimo prospettarsi come una mortificante operazione di speculazione immobiliare, tuttavia, viene trasformato da Le Corbusier in un pregevole intervento architettonico in grado di captare le suggestioni provenienti dalle sperimentazioni neoplastiche di Theo van Doesburg e Cornelis van Eesteren, «architetti del gruppo De Stijl», e di segnare un nuovo punto di partenza nella sua maturazione architettonica.
Il complesso La Roche-Jeanneret è costituito da due abitazioni distinte, contigue, ma indissociabili: la prima, maison Jeanneret, venne costruita in collaborazione con l'architetto Pierre Jeanneret nel 1925, mentre la seconda fu destinata a monsieur Raoul La Roche, economista benestante e colto collezionista di arte moderna (alla sua collezione appartenevano tele di Picasso, Braque, Lèger, Gris, Lipchitz e dello stesso Le Corbusier, noto pittore di matrice purista). Dal cancello d'ingresso si dipana un sentiero in pendenza che, addentrandosi in profondità nel lotto, consente l'accesso ad ambedue le abitazioni, volumi netti, candidi, dalle notevoli qualità plastiche. Maison La Roche è particolarmente interessante dal punto di vista planimetrico in quanto dissocia completamente l'area funzionale all'abitare in senso stretto a quella destinata alla fruizione delle varie opere d'arte: in questo modo si scindono in maniera efficace la parte pubblica della casa da quella privata, in modo tale da evitare ogni conflittualità, ma si salda al contempo un legame indissolubile tra la pittura e l'architettura, due universi che presentano forti compenetrazioni, anche nella biografia di Le Corbusier.
Entrando nell'abitazione si ha innanzitutto accesso a una hall a tripla altezza, priva di affacci diretti verso l'esterno ma irrorata in maniera costante ma delicata della luce proveniente dagli ambienti contigui: da questo spazio, vero e proprio fulcro dell'intero sistema architettonico, si innesta una scala nera che dà accesso alla galleria delle opere d'arte, caratterizzata da uno sviluppo orizzontale preminente, enfatizzato dalla rettilineità delle pareti (atta proprio per appendervi i quadri). La galleria, a sua volta, è connessa alla soprastante biblioteca mediante una rampa di risalita, strumento di cui Le Corbusier si serve per superare agevolmente il dislivello presente tra i vari piani senza per questo sacrificare la continuità dei relativi ambienti: si tratta di una sperimentazione primitiva della cosiddetta promenade architecturale («passeggiata architettonica»), la quale verrà poi perfezionata nelle successive villa Stein e villa Savoye.
La rampa, in ogni caso, consente l'accesso al piano più alto della casa, dove - come già accennato - è collocata la biblioteca, luogo di studio e di contemplazione prediletto da monsieur La Roche che qui poteva rifugiarsi, assorgersi nella lettura dei suoi amati libri e dominare con lo sguardo il resto degli ambienti della casa, senza per questo essere visto. Tra gli altri ambienti della casa troviamo per l'appunto la cucina, il garage e la camera del guardiano, disposti al piano terra, la sala da pranzo (dove le lampadine «denudate» denunciano la volontà di Le Corbusier di sopprimere ogni ornamentazione superflua), la chambre puriste (camera da letto dall'arredo minimalista) e il toit-terrasse (il quale, oltre a rendere lussureggiante e bucolica la copertura, ha anche funzione coibente).
Memore della propria esperienza pittorica, inoltre, Le Corbusier nella maison la Roche sperimenta in maniera sistematica le potenzialità del colore, intessendo policromie in grado di dissimulare o esaltare i vari volumi, secondo le varie esigenze progettuali. La hall e i prospetti sono tinti del medesimo colore, un giallo terra di Siena pallido, in modo tale da saldare una continuità tra l'esterno e l'interno: gli altri ambienti, invece, sono animati da una tavolozza definita da Le Corbusier «forte e dinamica» che esalta la fruizione spaziale dell'edificio e conferisce ritmo alla promenade architecturale. Queste sperimentazioni cromatiche vengono descritte dall'architetto nei seguenti termini:
(Le Corbusier)